# Réseau Cincinnatus
Le réseau Cincinnatus est un mouvement de la Résistance française, créé par Roger Souchère.

## Histoire
Roger Souchère participe en août 1940 très activement à la création de la Résistance et anime divers mouvements. Il crée notamment le réseau Cincinnatus, qui aidait des femmes et des hommes à franchir la ligne de démarcation entre la zone occupée et la zone libre. Ce mouvement était en lien avec le réseau Hector de Alfred Heurtaux et le réseau Saint-Jacques[réf. nécessaire].
Le réseau possédait des antennes, comme le groupe « Vendôme A », créé en 1941 par Alphonse Collin alors maire de la ville de Vendôme et dont le fils, Jean, était membre du réseau Cincinnatus.
Après la fin de la Seconde Guerre mondiale, Roger Souchère devient président de l'amicale du réseau Hector-Cincinnatus.

## Membres
- Roger Souchère, architecte et fondateur du réseau.
- François Colomer, expert-comptable et résistant gaulliste[2].
- Jean Collin, agent P2 des FFC, également membre du réseau Hector.

## Connexions

### Liens
- Réseau Hector.
- Réseau Saint-Jacques.

### Antennes
- Groupe Vendôme A.